# Karl Larsen (forfatter)
 For alternative betydninger, se Karl Larsen. (Se også artikler, som begynder med Karl Larsen)
Karl Halfdan Eduard Larsen (født 28. juli 1860 i Rendsborg, død 11. juli 1931 i København) var en dansk forfatter.
Forældrene, ingeniørløjtnant Hans Peter Larsen og jysk proprietærdatter Eleonora Christine født Roedsted (begge født 1836), døde tidlig. Faderen faldt ved Dybbøl i 1864, moderen døde i København det følgende år. Karl Larsen, som var blevet født i garnisonsbyen Rendsborg, kom i huset hos bedsteforældrene på fædreneside. Han blev student 1877, tog året efter Anden Eksamen, studerede derpå jura og statsvidenskab. Men hans litterære interesser gjorde sig stærkere og stærkere gældende, og desuden drev hans kunstnertemperament ham (fra 1881) næsten hvert eneste år ud på rejse, navnlig til Tyskland. Embedsstudiet gik altså i stå. Der stikker alligevel i ham et stykke af en videnskabsmand med både anlæg og sans for videnskabelig metode og for visse arter videnskabelige undersøgelser, se hans systematiske samlinger af Dansk Argot og Slang (i tidsskriftet Dania 1895-96) og hans lille bog Dansk Soldatersprog (1895). Forkærligheden for sprogets underfundigheder viser sig også i hans skønlitterære værker, særligt i samlingerne Udenfor Rangklasserne (1896) og Danske Mænd (1898) men især Kresjan Vesterbro (1897), der gengiver den københavnske arbejderklasses dialekt fonetisk korrekt.
Ligeledes i 1897 udgav han en samling af breve, skrevet i 1864 af soldater og deres pårørende under 2. slesvigske krig. Udgivelsen havde titlen Under vor sidste Krig I 1914 blev denne samling breve udgivet i en stærkt revideret udgave med titlen Et Folk i Krig.
Allerede tidlig havde han skrevet komedier, fortællinger og vers. Men hans skarpe kritik og selvkritik holdt ham længe tilbage fra at offentliggøre noget, og først i 1889 debuterede han, med de dramatiske arbejder Kvinder og Ære, som dengang havde ligget færdige i 1½ år. De åbenbarede straks hans fortrin som digter, nemlig et strengt artistisk syn, ualmindelig opmærksomhed for det særegne og sære, megen psykologisk fortolkningsevne og en sjælden smidighed til at forvandle sin stil efter de behandlede emner og situationer. Han er nået højest i skildringen af det åndelig stive eller bornerte og af dets modsætning, det intellektuelt og moralsk uudviklede. Ingen er trængt så langt ind i tankegangen eller har så naturtro gengivet ytringsformerne hos vor tids københavnske arbejder- og middelstandsbefolkning (se f.eks. den ypperlige figur H.P. Egskov i Cirkler, 1893). Han er meget dansk i sin sprogbehandling og meget dansk af gemyt. Hans hang mod det sære har gjort ham overgangen let til diskrete fremstillinger af det fantastiske, således i den middelalderlig farvede Brogede Bog (1891) samt i fortællingen Dr. Ix (1896). Det sidstnævnte sted er 2 menneskers gliden bort fra hinanden og over i kunstnervirksomhedens fordækte jegdyrkelse symboliseret som indvirkning af en moderne Mefistofeles.
Han var 1902-08 formand for Dansk Forfatterforening, 1913-22 for den københavnske afdeling af Dansk Turistforening, fra 1916 for Det anckerske Legat og 1915 bl.a. for Fællesudvalget for Landsfredning. 1900–15 var han redaktør af Juleroser. Fra 1906 var han medlem af instituttet i Coimbra (som tak for det utrykte skuespil Inez fra Coimbra som 1908 opførtes på Det ny Teater).
Karl Larsen var i 1907 udgiver af Henrik Ibsens episke Brand. Bogen udkom posthumt året efter digterens død.
I 1908 udgav han anonymt Daniel-Daniela på tysk, senere på svensk og i 1922 på dansk under eget navn, der kan siges at være den første danske roman omhandlende det at "springe ud".
I 1923 kunne man i tidsskriftet "Tilskueren" læse en afhandling af Karl Larsen, angiveligt forfattet på foranledning af Deutscher Notbund, hvori argumenteres for det synspunkt, at rasesammenblanding er skadelig og medfører "bastardisering".
Artiklen/afhandlingen fremkom i samme år som Frankrig og Belgien besluttede at besætte Rhinens østbred med den begrundelse, at tyskernes betaling af krigsskadeerstatning efter 1. verdenskrig var for langsommelig. Denne besættelse blev iværksat under anvendelse af et større kontingent "farvede" soldater.
Karl Larsen, der fandt de fredsbetingelser, der blev dikteret Tyskland efter 1. verdenskrig aldeles urimelige, var altså også af den opfattelse, at anvendelse af "farvede" soldater - fra kolonierne i Afrika og Asien - var så at sige at føje spot til skade.
Karl Larsens artikler om racesynspunkter og det efter hans mening urimelige i de dikterede tyske fredsbetingelser efter 1. verdenskrig blev udgivet i bogform og oversat til tysk og engelsk og bøgerne blev trykt i Berlin med støtte af det tyske udenrigsministerium.
Larsen ægtede 1892 Marie Mathilde Minona Schwartzkopf, datter af etatsråd Christian Frederik Schwartzkopf. For det anckerske digterstipendium rejste han 1894-95 til Paris, Spanien og Marokko.
Han døde i 1931 som følge af en trafikulykke. Han er begravet på Garnisons Kirkegård.

## Hæder
- 1894: Det anckerske Legat
- 1894: Understøttelse på Finansloven
- 1899: Titulær professor
- 1907: Ridder af Dannebrog
- 1925: Dr.phil. h.c. ved universitetet i Jena
- 1930: Dannebrogsmand
- Ekstraordinær senator i Deutsche Akademie, München